# Anastasia Lin

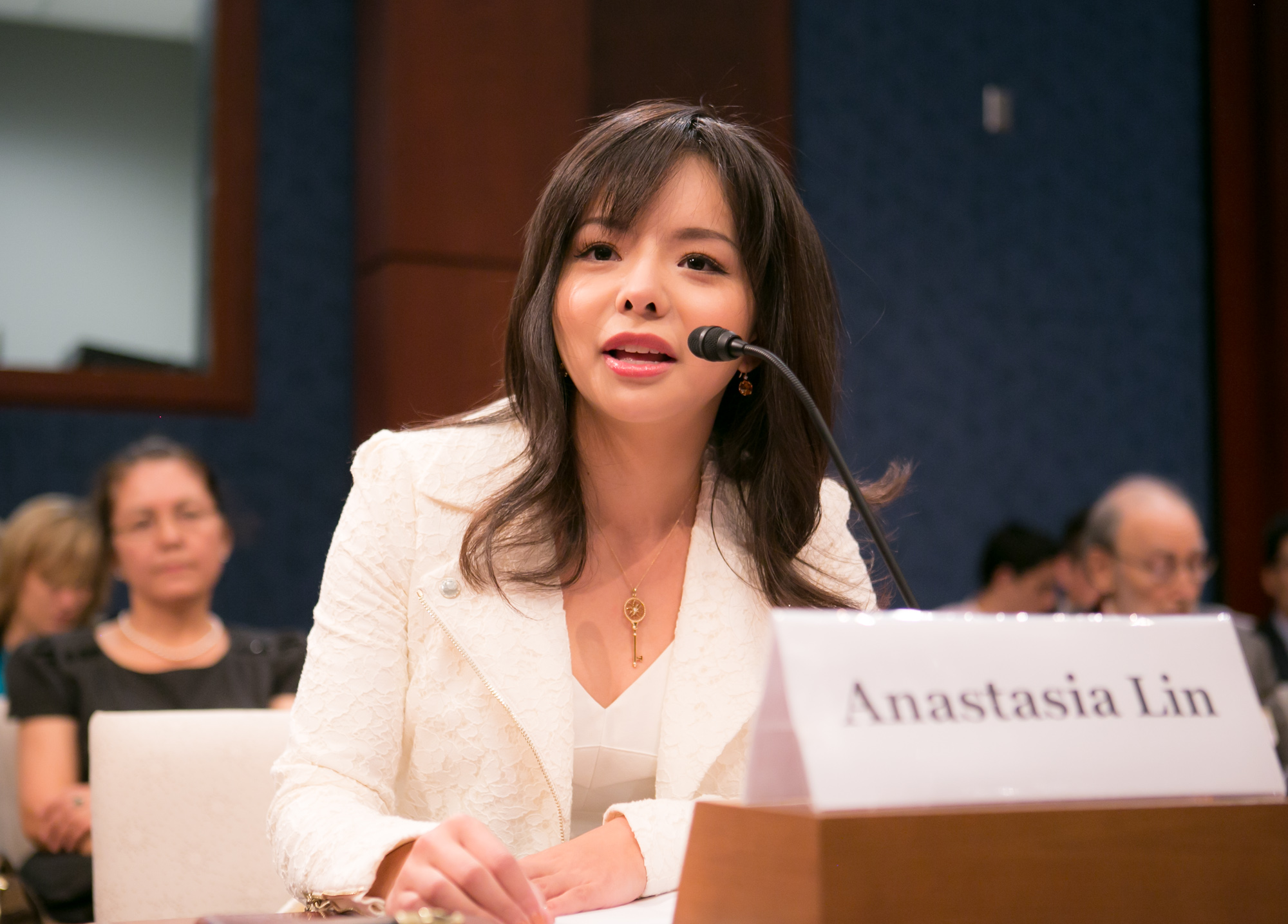
Anhörung im Kongress der Vereinigten Staaten (2015)

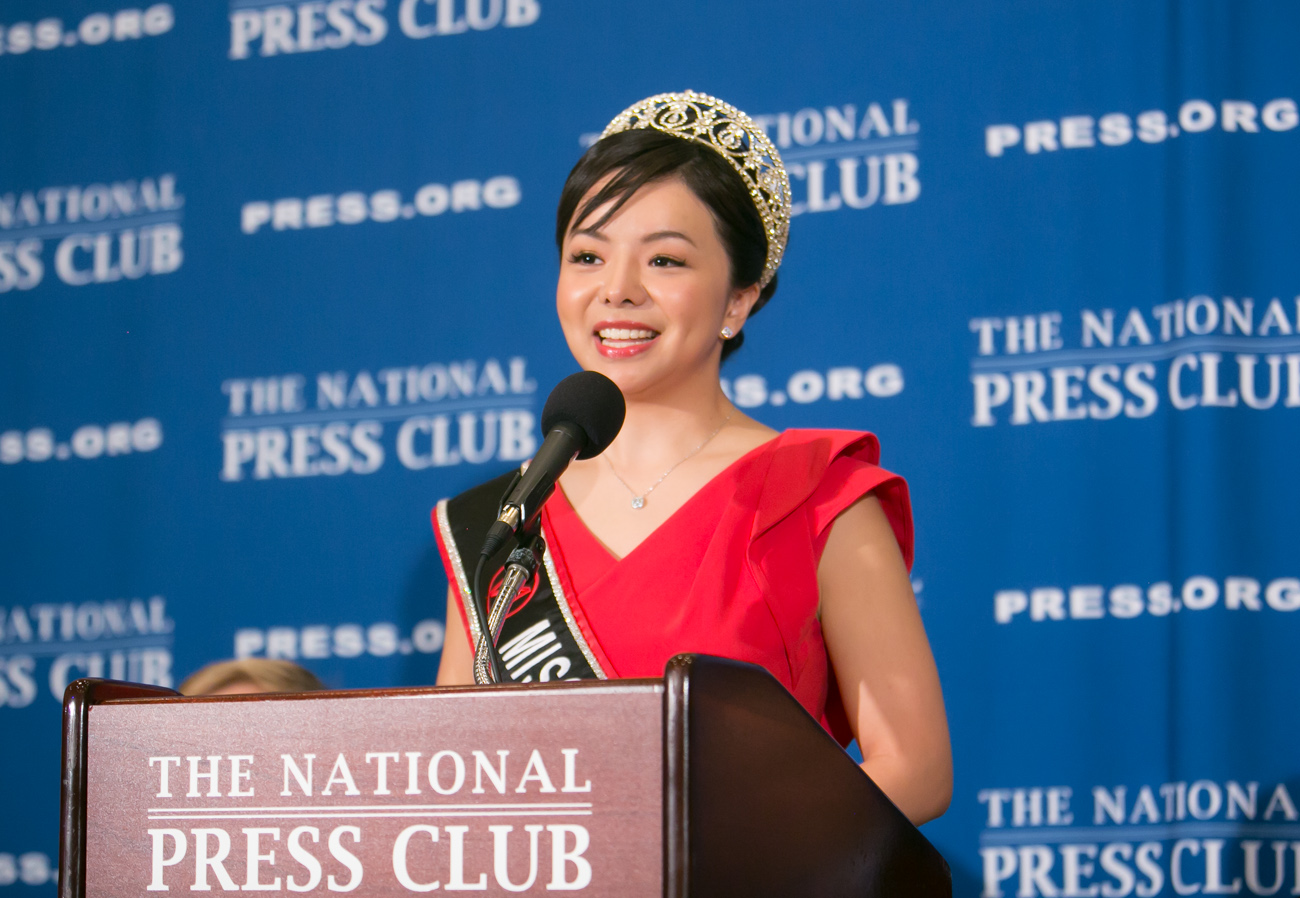
National Press Club (USA) (2015)

Anastasia Lin (chinesisch 林耶凡, Pinyin Lín Yēfán; geboren am 1. Januar 1990 in der Provinz Hunan, Volksrepublik China) ist eine chinesisch-kanadische Schauspielerin und ehemalige Schönheitskönigin. Lin gewann 2015 den Miss-World-Kanada-Titel und sollte Kanada bei der Miss-World-Wahl in China vertreten, ihr Visum wurde jedoch von den chinesischen Behörden zurückgewiesen, nachdem sie als Persona non grata deklariert wurde. Die Nachricht dieser Zurückweisung und ihr anschließender Versuch über Hongkong nach China einzureisen, erzeugte über mehrere Wochen großes Medieninteresse. Über Lin berichtete unter anderem die New York Times auf der Titelseite. Hinzu kam großes Medieninteresse durch Kommentare und viele Artikel in großen Zeitungen. Die Berichterstattungen lobten überwiegend Lins tapferen „Widerstand gegen die Tyrannei“ mit der neuartigen Form eines Schönheitswettbewerbes, und sie war die gefeierte „Fürsprecherin für Gewissensfreiheit“. Lin repräsentierte Kanada bei der Miss-World-Wahl-2016 in Washington, D.C.
Beobachter äußerten den Verdacht, dass der Grund für die Einreiseverweigerung in ihrer Fürsprecherrolle für Menschenrechte in China und der Art ihrer Filmrollen läge. Die Verwehrung der Teilnahme an der Misswahl führte zu einem weit verbreiteten Diskurs über die Fähigkeit des autoritären China, seinen Einfluss weit über seine eigenen Grenzen hinaus auszuüben.
Lin ist Bachelor-of-Arts-Absolventin der University of Toronto mit den Nebenfächern Geschichte und Politikwissenschaften. Ihre Filmkarriere basiert auf Rollen, die mit Menschenrechtsthemen in ihrem Herkunftsland zu tun haben. Im Januar 2016 war sie unter den „Top 25 unter 25“ der MTV Fora. Im Juni 2016 gewann sie bei den Leo Awards den Preis für die beste weibliche Hauptrolle in dem Film The Bleeding Edge.

## Leben
Anastasia Lin wuchs in Changsha auf. Sie verließ China 2003 zusammen mit ihrer Mutter, die dort als Professorin gearbeitet hatte. Ihr Vater blieb in China und leitete weiterhin einen Vertrieb für medizintechnische Geräte. Anastasia Lin erhielt mit 15 Jahren die kanadische Staatsbürgerschaft.
Lin studierte Theater, Geschichte und Politikwissenschaften an der University of Toronto. Sie spielte in Fernseh- und Filmproduktionen mit, die sich mit der humanitären Situation in China auseinandersetzen. Lin arbeitet als Model und trat bei der New York Fashion Week auf.
2013 nahm sie am nationalen Miss-World-Wettbewerb teil und belegte den zweiten Platz. Im Jahr 2015 gewann sie den nationalen Titel der Miss World Kanada, womit sie sich für den Miss-World-Wettbewerb in Hunan in der Volksrepublik China qualifizierte. Sie wurde von der chinesischen Regierung zur Persona non grata erklärt, und es wurde ihr die Einreise verwehrt.
Die weltweite Aufmerksamkeit um ihre Person nutzte Lin, um weiterhin auf die problematische  Menschenrechtssituation in China hinzuweisen.
Lin ist Anhängerin von Falun Gong und sieht Falun Gong als „eine Art chinesischer Yoga-Bewegung“. Laut Lin sah man vor 20 Jahren die Übungen überall in China. Sie wirkte an einer Filmdokumentation mit, in welcher der Organraub an Falun-Gong-Praktizierenden thematisiert wird.

## Schauspielkarriere
Das Schauspielern begann Anastasia Lin im Alter von sieben Jahren. Seitdem trat sie in über 20 Film- und Fernsehproduktionen auf und gilt als prominenteste Hauptdarstellerin in mehreren Filmproduktionen aus Toronto über Menschenrechte.
In Lins erster Filmrolle spielte sie eine Studentin, die in einer mit minderwertigen Materialien erbauten Schule während des Sichuan-Erdbebens 2008 starb. 2011 spielte sie in Beyond Destiny die Rolle einer Geliebten, deren Liebe unerwidert blieb. Auf dem internationalen Filmfestival in Mexiko gewann Beyond Destiny einen Preis der Golden Palm Awards, und den Award of Merit auf dem Independent Filmfestival in Kalifornien. 2014 spielte Lin in der satirischen Serie Big Shorts einen Nachrichtenreporterin des Chinesischen Zentralfernsehens (CCTV). Im gleichen Jahr nahm sie die Hauptrolle in Roter Lotus an, eine schwedische Produktion, die die Verfolgung von Falun Dafa thematisiert. Ihr neuester Film The Bleeding Edge, von den Produzenten des mit dem Peabody Award ausgezeichneten Films Ausgeschlachtet – Organe auf Bestellung, ist ein auf einer wahren Begebenheit basierender Thriller, in dem Lin eine Falun-Gong-Praktizierende spielt. Der Film wurde 2016 veröffentlicht.

## Wettbewerbe
Anastasia Lin nahm über mehrere Jahre an Schönheitswettbewerben teil. Höhepunkt war die Wahl zur Miss World Kanada 2015. 2013 belegte Lin im gleichen Wettbewerb den zweiten Platz. Als Lin das erste Mal an der Wahl zur Miss World Kanada teilnahm, widmete sie jenen eine Klavierkomposition, „die ihr Leben für ihren Glauben verloren haben, und den Millionen von Menschen, die noch heute für ihren Glauben kämpfen“. 2015 beinhaltete ihre Darbietung ein Video, das „denjenigen Licht und Mut geben sollte, die sich noch im Dunkeln befinden“.

### Zurückweisung bei der Wahl zur Miss World 2015
Ende November, nachdem Lin das Einladungsschreiben der chinesischen Regierung zur Unterstützung ihres Visumsantrags für die Miss World 2015 nicht erhalten hatte, ging sie davon aus, dass ihr das Recht, an der Wahl teilzunehmen, tatsächlich verweigert worden war. Sie und andere vermuteten den Grund dafür darin, dass sie chinesische Menschenrechtsverletzungen in der Öffentlichkeit direkt und unverblümt kritisiert.
Dass ihr verboten wurde, nach China einzureisen, wurde bestätigt, nachdem sie von chinesischen Botschaftsmitarbeitern in Ottawa auf ihrem Weg nach Hongkong als persona non grata bezeichnet wurde. Lin hatte ursprünglich gehofft, von der speziellen Visapolitik der Provinz Hainan für kanadische Staatsangehörige zu profitieren und versuchte, mit einem Cathay-Pacific-Flug von Kanada nach Sanya einzureisen. Am 26. November 2015 teilten die Mitarbeiter des Flughafens Hongkong Lin mit, dass sie kein Landevisum in Sanya erhalten würde und bestätigten, dass ihr die Einreise nach China verweigert wurde. Die chinesischen Einwanderungsbeamten gaben keinen Grund für ihre Ablehnung an. In einer E-Mail an The Globe and Mail, die sich auf den Status von Lin bezieht, erklärte die chinesische Botschaft in Kanada, dass „China keine Persona non grata nach China kommen lässt“.

### Reaktionen
Lins Ablehnung von der Misswahl führte zu globaler Medienaufmerksamkeit und Kommentaren. Die Washington Post schrieb, dass „wir […] denken, dass sich das Regime wirklich von jedem bedroht fühlt, der sich nicht an seine Linie hält. Generalsekretär Xi Jinping und sein Politbüro sagen, sie wollen eine marktorientierte Reform, aber gleichzeitig ziehen sie bei der Zivilgesellschaft die Schrauben an, sowie bei Internet-Debatten, den Medien, unabhängigen Kirchen oder bei allem, was die Kommunistische Partei herausfordern könnte.“ Er fügte hinzu, dass diese Herangehensweise auf lange Sicht „China selbst nur schaden kann, da das Regime immer brüchiger, isolierter und ängstlicher wird.“
Minxin Pei, Politikwissenschaftler an der Claremont McKenna Hochschule in Kalifornien sagte, dass die Art und Weise, wie die Regierung der  Volksrepublik China Anastasia Lin behandelte, ein Beispiel für ihren Realismus sei, denn „sie wissen, dass die Menschen ihre Nasen zuhalten und weiterhin vor ihnen kuschen werden, weil sie ein großes Scheckbuch haben“ und „Teil einer größeren Strategie zur Abschreckung angeblicher Kritiker ist: das sprichwörtliche Abschlachten des Huhns, das getötet wird, um all diese Affen zu erschrecken.“
David Feith vom Wall Street Journal nannte die Angelegenheit „ein Fenster in Pekings Unterdrückung und Paranoia“. Er nannte die Reaktion der chinesischen Regierung auf Lin „offizielle Gaunerei“ und fügte hinzu, dass dies, ebenso wie „Frau Lins Mut und Schmerz, nun das Vermächtnis einer ansonsten vergessenen Misswahl sind, die kosmopolitischen Glanz vermitteln soll.“
Die Global Times, eine nationalistische Zeitung der People’s Daily in China, sagte, Lin sei „von ihren Werten irregeführt worden“ und „habe kein vernünftiges Verständnis für das Land, in dem sie geboren wurde“. Dies wurde von einem Leitartikel der Zeitung The Globe and Mail widerlegt: „China sieht eine Schönheitskönigin und läuft davon.“ Die Autoren argumentierten: „Es ist äußerst unfair, dass Frau Lin wegen ihres Glaubens in ihrer gewählten Berufung bei der Misswahl nicht teilnehmen kann, aber dass die bloße Androhung ihrer Anwesenheit ausreicht, um eine Weltmacht in Angst zu versetzen, sollte sie trösten.“
Jeff Jacoby schrieb in The Boston Globe: „Totalitäre Regime sind skrupellos und schrecken vor nichts zurück – nicht vor politischer Manipulation internationaler Schönheitswettbewerbe, nicht vor der Kriminalisierung stiller Meditationen, nicht einmal vor der Erpressung eines Vaters, damit er den Geist seiner Tochter brechen soll. Es ist nicht leicht, den Mut aufzubringen, sich solchen Regimen zu widersetzen. Kanadas Schönheitskönigin trägt es in solch galantem Maße in sich, dass China Angst hat, sie von einer chinesischen Bühne aus sprechen zu lassen. Eine andere junge Frau mag zur Miss World gekrönt werden, aber es ist Anastasia Lin, die geadelt wurde.“

## Menschenrechtsaktivitäten
Lins Aktivismus begann zum Teil als Reaktion auf das, was sie als „lebenslange Indoktrination“ durch Chinas politische Autoritäten bezeichnete. In China war Lin Mitglied der Jungen Pioniere, einer Organisation der Kommunistischen Partei. Sie war im Studentenrat und half bei der Verbreitung der Anti-Falun-Gong-Propaganda. „Als Schülerin wurde ich vom Staat einer Gehirnwäsche unterzogen. Das erste Lied, das wir im Kindergarten sangen, handelte von der  ‘glorreichen’ Kommunistischen Partei. Ich war eine stolze kleine Kommunistin. Ich habe meine Klassenkameradinnen trainiert, wie man Verräter ausliefert.“
In einem Interview mit der New York Times sagte sie: „Eines der ersten Lieder, die wir im Kindergarten lernen, ist: Die Kommunistische Partei ist mir näher als meine Mutter“. Als sie nach Kanada kam, ermutigte ihre Mutter sie, alternative Sichtweisen zu erkunden. „Meine Mutter zeigte mir viele Dinge, die in China nicht gezeigt werden, wie das Tian’anmen-Massaker, die Verfolgung von Falun Gong und das Tibet-Thema“, sagte Lin: „Ich fühlte mich so betrogen. Ich hatte das Gefühl, dass mein Leben 13 Jahre lang in einer Verleumdungskampagne gewesen war.“
Aufgrund ihres Aktivismus besuchten und bedrohten chinesische Staatssicherheitsbeamte ihren Vater in China und versuchten, ihn dazu zu bringen, dass er jeden Kontakt mit ihr abbrechen soll. „Kurz nach meinem Sieg erhielt mein Vater Drohungen von chinesischen Sicherheitsbeamten, die sich über meine Menschenrechtsverteidigung beschwerten.“ Lin schrieb in einem Kommentar in der Washington Post: „Es bestand kein Zweifel, dass mein Vater um seinen Lebensunterhalt und sein Geschäft fürchtete, also bat er mich, nicht länger für Menschenrechte einzutreten. Er sagte mir, wenn ich nicht aufhöre, müssten wir getrennte Wege gehen.“
Im Juli 2015 wurde Lin eingeladen, vor dem US-Kongress auszusagen und sich mit dem Thema Religion mit „chinesischen Merkmalen“ zu befassen: Verfolgung und Kontrolle im China von Xi Jinping. Vor der Congressional-Executive Commission on China sagte Lin, dass die Einschüchterungen und Drohungen, die ihr Vater erhielt, weit verbreitet sind. „Gute Menschen wie mein Vater, ein gesetzestreuer […] Bürger, ein ehrlicher Geschäftsmann, der jetzt zu ängstlich ist, mit seiner Tochter zu sprechen, der sie einst bei allem, was sie tat, unterstützt hat... jetzt muss sie sich alleine der Welt stellen... Herr Vorsitzender, ich hoffe, Sie verstehen, dass dies eine gemeinsame Erfahrung für so viele amerikanische und kanadische Bürger ist. Diejenigen Chinesen, die es wagen, ihre Meinung zu sagen, wissen, dass diejenigen, die noch in Reichweite des Regimes in China sind, den Preis dafür zahlen könnten.“
In anschließenden Interviews hat sich Lin für die Meinungsfreiheit in China eingesetzt. 2016 war sie Rednerin auf dem Genfer Gipfel für Menschenrechte und Demokratie und am 29. September 2016 nahm sie als Sprecher auf dem San Francisco Freedom Forum (SFFF) teil.

## Als Person des  öffentlichen Lebens
Bald nachdem Lin aus China ausgeschlossen wurde, „haben die Medien der ganzen Welt Lin aufgesucht, um ihre Ansichten über Chinas Missbrauch der Freiheiten und Rechte seiner Bürger zu diskutieren“, schrieb Quartz. „Google News zeigt 31.000 Ergebnisse für die Suchbegriffe ‘Anastasia Lin’ und ‘Interview’.“
Die New York Times schrieb, dass die Kontroverse ihr sofort das Gütesiegel gab. „Frau Lin, wie sich herausstellte, ist zu einem Public-Relations-Albtraum für Peking geworden. […] Sie ist auch charismatisch, klug und medienerfahren. Ihr David-und-Goliath-Konflikt mit der chinesischen Regierung hat die Aufmerksamkeit der Medien und Legionen von Unterstützern auf der ganzen Welt auf sich gezogen und ihr eine noch größere Plattform geboten, um über die Inhaftierung und Folterung von Falun-Gong-Anhängern in China zu sprechen.“
Lin wurde eingeladen, bei einem Mittagessen im National Press Club zu sprechen, einer Veranstaltung, über die Forbes und USA Today berichtet haben.
Abgesehen von ihrer Schauspielerei und Menschenrechtsverteidigung, wurde Lin auf ihre eigene Weise eine Berühmtheit. Im Januar 2016 wurde sie von MTV Fora als eine der besten „25 unter 25“ aufgeführt, darunter Malala Yousafzai, Selena Gomez und Kylie Jenner. Das Magazin Flare zeichnete sie als „Top 60 unter 30“ in der Kategorie der Aktivisten aus, und Marie Claire erklärte sie als „Die Badass-Schönheitskönigin“ in einem Interview über ihre Arbeit, nachdem sie an einer Debatte an der University of Oxford teilgenommen hatte.„Während meiner ganzen Reise bin ich vielen Menschen begegnet, die mich anschauen wie ‘was kann sie wohl zu dieser Debatte beitragen?’“, sagte Lin im Marie-Claire-Interview. „Aber wahre Macht kommt, wenn man dieses Klischee durchbricht und Leute überrascht, die einen unterschätzt haben. Ich recherchiere selbst und treffe mich mit Opfern von alledem, worüber ich spreche.“
Lin nahm im Mai 2016 am Oslo Freedom Forum teil und hielt eine Rede über Falun Gong, den Organraub und Glaubensfreiheit in China. Jay Nordlinger des National Review schrieb, dass sie „eine außergewöhnliche Person“ sei und produzierte ein Podcast-Interview mit ihr.

## Filmografie (Auswahl)
- 2011: Destined
- 2011: Beyond Destiny
- 2012: Piano Teacher
- 2014: Red Lotus
- 2016: The Bleeding Edge
- 2017 Badass Beaut Queen: The Story of Anastasia Lin
- 2019: Reunion